# Lorenzo Stovini
Lorenzo Stovini (Firenze, 24 novembre 1976) è un ex calciatore italiano, di ruolo difensore.

## Biografia
Era sposato con Isabella Miraglia, dalla quale ha avuto una figlia Viola. I due si sono sposati il 30 giugno 2012 a Firenze in Palazzo Vecchio.
È tifoso della Fiorentina, squadra della sua città natale.

## Caratteristiche tecniche
Difensore centrale, forte fisicamente e nel gioco aereo, si distingue per la bravura negli anticipi e la rapidità negli spostamenti laterali che gli consentono di esibirsi in buone chiusure e diagonali e per la personalità con cui gioca.

## Carriera

### Inizi
Compie i suoi primi passi nel settore giovanile della Roma, per poi passare al Vicenza. Debutta in Serie A il 31 agosto 1997 in Sampdoria-Vicenza (2-1), sostituendo Giacomo Dicara al 38' della ripresa. Chiude la stagione con 23 presenze.
Nel 1999 passa alla Reggina, con cui resta per due stagioni.

### Lecce
Il 20 luglio 2001 viene acquistato dal Lecce, con cui sottoscrive un contratto quinquennale. Esordisce con i pugliesi il 26 agosto 2001 in Lecce-Parma (1-1), giocando da titolare. Nella stagione 2001-2002, terminata con la retrocessione in Serie B dei salentini, colleziona 23 presenze.
Nel 2002-2003 scende in campo in 35 occasioni, mettendo a segno una rete e contribuendo al ritorno in massima serie dei pugliesi dopo una sola stagione.
Il 15 novembre 2005 un gruppo di sostenitori salentini irrompe nel campo di allenamento della squadra, chiedendo a Ledesma (allora capitano dei giallorossi) di consegnare la fascia di capitano al difensore nella speranza di risollevare le sorti della squadra, che Stovini indosserà fino al termine della stagione, terminata con la retrocessione della squadra.

### Catania
Il 9 agosto 2006 passa a titolo definitivo al Catania, con cui firma un contratto triennale. Esordisce con gli etnei il 10 settembre 2006 in Cagliari-Catania (0-1), giocando titolare. Segna la sua prima rete con i rossoazzurri il 3 dicembre contro l'Ascoli (2-2 il finale). Termina l'annata con 35 presenze e 2 reti, disputando una buona stagione.
In seguito non riesce a trovare un accordo con la società per il prolungamento del contratto, rimanendo svincolato.

### Empoli
Il 4 novembre 2009 viene tesserato dall'Empoli, firmando un contratto annuale. Esordisce con i toscani l'8 dicembre 2009 in Salernitana-Empoli (1-0), giocando titolare. Termina l'annata con 25 presenze, tutte dal primo minuto.
La stagione successiva, complice anche l'addio di Ighli Vannucchi, diventa il nuovo capitano della squadra. Mette a segno la sua prima rete con gli azzurri il 25 settembre contro il Grosseto (vittoria per 1-0). Chiude la stagione con 40 presenze e 4 reti, suo record di marcature. Il 1º giugno 2011 prolunga il suo contratto di un altro anno.
Il 30 giugno 2012 scade il contratto che lo legava alla società toscana, rimanendo svincolato.

### Brescia
Il 10 settembre 2012 firma un contratto annuale con il Brescia, in Serie B. Esordisce con le rondinelle il 15 settembre in Brescia-Padova (0-0), disputando tutta la gara.
Partito titolare, perde in seguito il posto a causa di alcune prestazioni non convincenti (dovute anche al fatto che è stato schierato in un ruolo non suo) collezionando tra l'altro due autoreti contro Novara e Pro Vercelli. Il 30 dicembre 2012, dopo aver disputato 13 incontri con le rondinelle, rescinde consensualmente il contratto che lo legava alla società lombarda. Pochi giorni dopo annuncia il suo ritiro dal calcio giocato.

### Casellina
Il 14 gennaio 2015 ufficializza il suo ritorno al calcio giocato con la maglia del Casellina, squadra militante nel girone M della Seconda Categoria fiorentina. Il calciatore decide di rimettere gli scarpini per tentare di evitare la retrocessione della squadra di Scandicci, città in cui vive, giocando gratuitamente. Esordisce il 19 gennaio, contribuendo alla vittoria della squadra per 5-4 contro il Vaglia.

## Statistiche

### Presenze e reti nei club
| Stagione        | Squadra         | Campionato      | Campionato | Campionato | Coppe nazionali | Coppe nazionali | Coppe nazionali | Coppe continentali | Coppe continentali | Coppe continentali | Altre coppe | Altre coppe | Altre coppe | Totale | Totale |
| Stagione        | Squadra         | Comp            | Pres       | Reti       | Comp            | Pres            | Reti            | Comp               | Pres               | Reti               | Comp        | Pres        | Reti        | Pres   | Reti   |
| --------------- | --------------- | --------------- | ---------- | ---------- | --------------- | --------------- | --------------- | ------------------ | ------------------ | ------------------ | ----------- | ----------- | ----------- | ------ | ------ |
| 1994-1995       | Roma            | A               | 0          | 0          | CI              | 0               | 0               | -                  | -                  | -                  | -           | -           | -           | 0      | 0      |
| 1995-1996       | Roma            | A               | 0          | 0          | CI              | 0               | 0               | CU                 | 0                  | 0                  | -           | -           | -           | 0      | 0      |
| 1996-1997       | Roma            | A               | 0          | 0          | CI              | 0               | 0               | CU                 | 0                  | 0                  | -           | -           | -           | 0      | 0      |
| Totale Roma     | Totale Roma     | Totale Roma     | 0          | 0          |                 | 0               | 0               |                    | 0                  | 0                  |             | -           | -           | 0      | 0      |
| 1997-1998       | L.R. Vicenza    | A               | 17         | 0          | CI              | 1               | 0               | CdC                | 4                  | 0                  | SI          | 1           | 0           | 23     | 0      |
| 1998-1999       | L.R. Vicenza    | A               | 31         | 0          | CI              | 4               | 0               | -                  | -                  | -                  | -           | -           | -           | 35     | 0      |
| Totale Vicenza  | Totale Vicenza  | Totale Vicenza  | 48         | 0          |                 | 5               | 0               |                    | 4                  | 0                  |             | 1           | 0           | 58     | 0      |
| 1999-2000       | Reggina         | A               | 34         | 0          | CI              | 7               | 0               | -                  | -                  | -                  | -           | -           | -           | 41     | 0      |
| 2000-2001       | Reggina         | A               | 32+2       | 1          | CI              | 2               | 0               | -                  | -                  | -                  | -           | -           | -           | 36     | 1      |
| Totale Reggina  | Totale Reggina  | Totale Reggina  | 66+2       | 1          |                 | 9               | 0               |                    | -                  | -                  |             | -           | -           | 77     | 1      |
| 2001-2002       | Lecce           | A               | 23         | 0          | CI              | 0               | 0               | -                  | -                  | -                  | -           | -           | -           | 23     | 0      |
| 2002-2003       | Lecce           | B               | 35         | 1          | CI              | 1               | 0               | -                  | -                  | -                  | -           | -           | -           | 36     | 1      |
| 2003-2004       | Lecce           | A               | 34         | 0          | CI              | 1               | 0               | -                  | -                  | -                  | -           | -           | -           | 35     | 0      |
| 2004-2005       | Lecce           | A               | 37         | 0          | CI              | 4               | 0               | -                  | -                  | -                  | -           | -           | -           | 41     | 0      |
| 2005-2006       | Lecce           | A               | 31         | 1          | CI              | 1               | 0               | -                  | -                  | -                  | -           | -           | -           | 32     | 1      |
| Totale Lecce    | Totale Lecce    | Totale Lecce    | 160        | 2          |                 | 7               | 0               |                    | -                  | -                  |             | -           | -           | 167    | 2      |
| 2006-2007       | Catania         | A               | 35         | 2          | CI              | 0               | 0               | -                  | -                  | -                  | -           | -           | -           | 35     | 2      |
| 2007-2008       | Catania         | A               | 36         | 1          | CI              | 6               | 0               | -                  | -                  | -                  | -           | -           | -           | 42     | 1      |
| 2008-2009       | Catania         | A               | 31         | 0          | CI              | 2               | 0               | -                  | -                  | -                  | -           | -           | -           | 33     | 0      |
| Totale Catania  | Totale Catania  | Totale Catania  | 102        | 3          |                 | 8               | 0               |                    | -                  | -                  |             | -           | -           | 110    | 3      |
| nov. 2009-2010  | Empoli          | B               | 25         | 0          | CI              | 0               | 0               | -                  | -                  | -                  | -           | -           | -           | 25     | 0      |
| 2010-2011       | Empoli          | B               | 39         | 4          | CI              | 1               | 0               | -                  | -                  | -                  | -           | -           | -           | 40     | 4      |
| 2011-2012       | Empoli          | B               | 41+2       | 1          | CI              | 2               | 0               | -                  | -                  | -                  | -           | -           | -           | 45     | 1      |
| Totale Empoli   | Totale Empoli   | Totale Empoli   | 105+2      | 5          |                 | 3               | 0               |                    | -                  | -                  |             | -           | -           | 110    | 5      |
| set.-dic. 2012  | Brescia         | B               | 13         | 0          | CI              | -               | -               | -                  | -                  | -                  | -           | -           | -           | 13     | 0      |
| Totale carriera | Totale carriera | Totale carriera | 494+4      | 12         |                 | 33              | 0               |                    | 4                  | 0                  |             | 1           | 0           | 536    | 12     |